# Molophilus binarius
Molophilus binarius är en tvåvingeart som beskrevs av Alexander 1968. Molophilus binarius ingår i släktet Molophilus och familjen småharkrankar. Inga underarter finns listade i Catalogue of Life.